# Forsholm
Forsholm är ett litet samhälle i Lycksele kommun i Lappland och i Västerbottens län, cirka 13 mil från Umeå. Forsholm ligger vid länsväg 363 ("Sorsele-vägen" alternativt "Vindelnvägen") och vid en sluttning mot ett sel av Vindelälven. Namnet kommer från de forsar som finns i Vindelälven, samt den drygt 5 km långa holmen som delar älven i två delar. I Vindelälven finns varierande bestånd av harr, öring, abborre, gädda, id, lake och lax.  Nackbäcken som mynnar ut i älven räknas som ett särskilt värdefullt vattendrag ur naturvårdssynpunkt på grund av ett naturligt bestånd av flodpärlmussla. Nackbäcken börjar i Nackträsket där det finns, förutom abborre och gädda, ett svagt naturbestånd av öring. Nackträsket har också möjligheten till bad med sandstrand.